# Веселе (Широківська сільська громада)
Весе́ле — село в Україні, у Широківській сільській громаді Запорізького району Запорізької області. Населення становить 400 осіб. До 2016 орган місцевого самоврядування — Веселівська сільська рада.

## Географія
Село Веселе знаходиться на одному з витоків річки Томаківка, на відстані 1 км від сіл Зоряне, Петропіль та Лукашеве. Річка в цьому місці пересихає, на ній зроблено кілька загат.

## Історія
7 (20) листопада 1917 року, відповідно до Третього Універсалу Української Центральної Ради, увійшло до складу Української Народної Республіки.
12 червня 2020 року, відповідно до Розпорядження Кабінету Міністрів України від № 713-р «Про визначення адміністративних центрів та затвердження територій територіальних громад Запорізької області», увійшло до складу Широківської сільської громади.
19 липня 2020 року, в результаті адміністративно-територіальної реформи та ліквідації колишнього Запорізького району(1965-2020), село увійшло до складу новоутвореного Запорізького району.

## Населення

### Мова
Розподіл населення за рідною мовою за даними перепису 2001 року:
| Мова       | Кількість | Відсоток |
| ---------- | --------- | -------- |
| українська | 357       | 88.81%   |
| російська  | 45        | 11.19%   |
| Усього     | 402       | 100%     |

## Відомі особистості
В поселенні народився:
- Коцюба Олександра Йосипівна (1915—1998) — українська фольклористка, дисидентка.